# Amentotaxus poilanei
Amentotaxus poilanei är en barrväxtart som först beskrevs av Yvette de Ferré och Rouane, och fick sitt nu gällande namn av D.K. Ferguson. Amentotaxus poilanei ingår i släktet Amentotaxus och familjen idegransväxter. Inga underarter finns listade i Catalogue of Life.
Arten förekommer i provinsen Kon Tum i centrala Vietnam.  Den lever i bergstrakter mellan 2100 och 2300 meter över havet. Amentotaxus poilanei ingår i fuktiga städsegröna skogar.
I utbredningsområdet inrättades ett stort naturreservat. I angränsande områden pågår intensivt skogsbruk och skogarna omvandlas till jordbruksmark eller samhällen. IUCN listar arten på grund av den begränsade utbredningen som sårbar (VU).